# Nevio Pompuledio

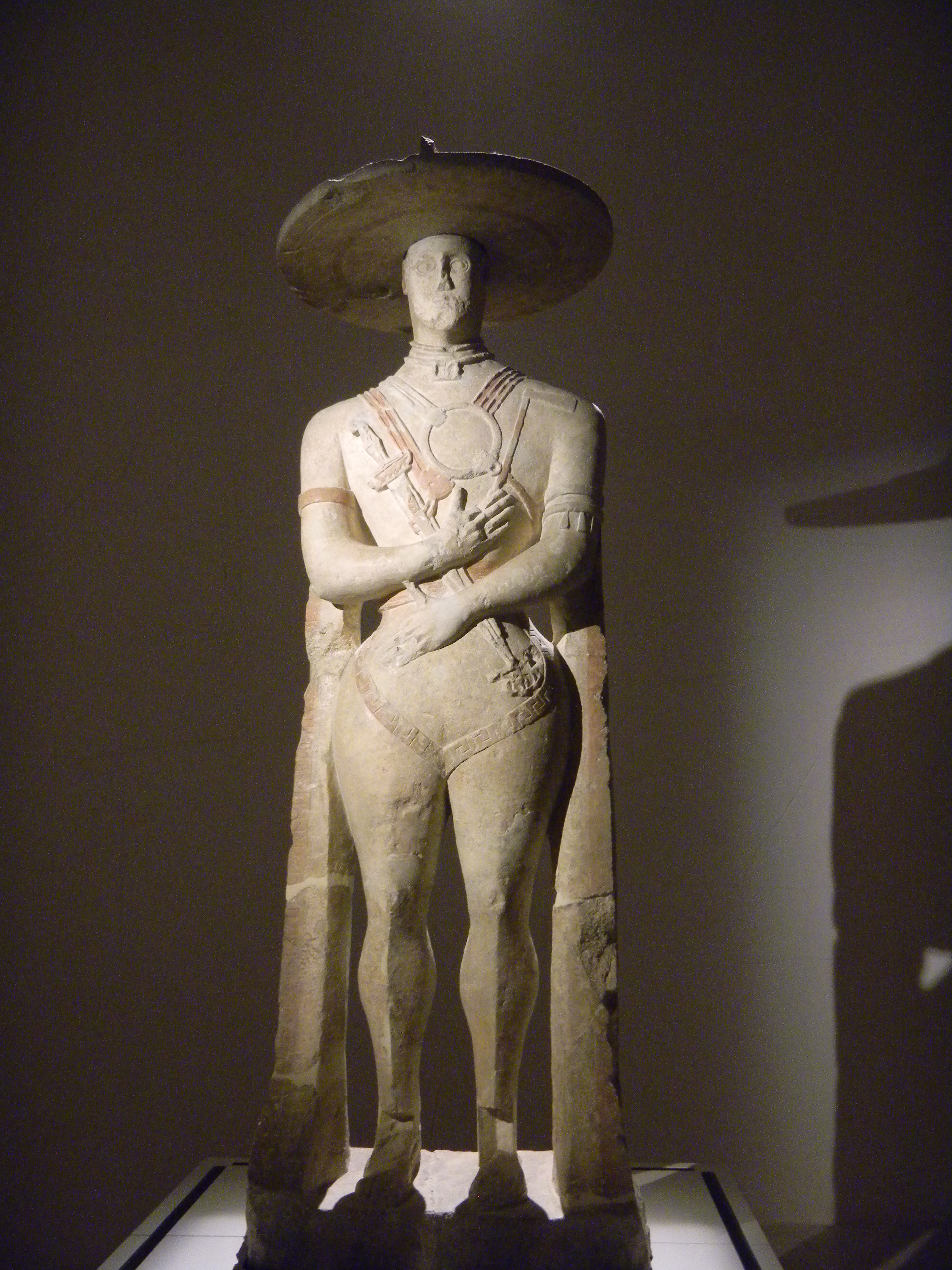
Veduta della statua

Nevio Pompuledio (... – VI secolo a.C.) è stato un re del popolo dei Vestini, noto per la sua statua del Guerriero di Capestrano.

## Ipotesi sulla vita e il ritrovamento
Visse nel VI secolo a.C. nell'area vestina intorno a Aufinum, antica città situata nei pressi di Capestrano), dove la statua fu trovata. L'iscrizione in osco-piceno, riporta: MA KUPRí KORAM OPSÚT ANI{NI}S RAKINEL?ÍS? POMP?[ÚNE]Í. Il senso del testo è stato ipotizzato come Me, bella immagine, fece (lo scultore) Aninis per il re Nevio Pompuledio (Adriano La Regina) o, più cautamente come fece (fare) Aninis per Pomp? (Calderini et al. 2007).. Secondo uno studio di Alberto Calderini del 2007, la statua fu fatta costruire dalla regina dei Piceni, moglie di Nevio Pompuledio.
Vi sono poi delle leggende nate sul conto del re, riguardo alla sua vita: egli sarebbe stato un pastore guerriero abruzzese della valle dell'Aterno (L'Aquila), legato al territorio, venuto in lotta con i Vestini di Penne, e con i Marsi. Per questo sarebbe stato ucciso a tradimento.

## Descrizione della statua
Il guerriero, la cui decorazione doveva essere in origine completata dal colore dipinto (restano in alcuni punti tracce di colore rosso), rappresenta, in dimensioni più grandi del vero (l'altezza, senza la base, raggiunge i 2,10 m), una figura maschile stante, con braccia ripiegate sul petto, in costume militare. La testa è coperta da un elmo da parata a disco che copre le orecchie e ha una maschera sul volto; il torace è protetto da dischi metallici retti da corregge, mentre un altro riparo, in cuoio o in lamina metallica, sorretto da un cinturone, protegge il ventre. Le gambe recano degli schinieri e i piedi calzano dei sandali. Appesi davanti al petto, il guerriero porta una spada, con elsa e fodero decorati, e un pugnale. A destra regge una piccola ascia. Gli ornamenti sono costituiti da una collana rigida con pendaglio e da bracciali sugli avambracci.
Il copricapo, caratteristico per le sue larghe tese che lo fanno assomigliare ad un sombrero, è stato interpretato come un elmo da parata, dotato di cimiero (sulla parte superiore si notano le tracce di una cresta sporgente, oggi perduta), oppure come lo scudo (difesa), che veniva portato sulla testa quando non era in uso in battaglia.